# José Travassos
José António Barreto Travassos (* 22. Februar 1922 in Lissabon; † 12. Februar 2002) war ein portugiesischer Fußballspieler, der hauptsächlich im Dienste von Sporting Lissabon stand.
Bei Sporting bildete er die legendäre Angriffsformation, die als 'Os Cinco Violinos' (die fünf Violinen) bekannt wurde. Auch wurde er zum Nationalspieler berufen und spielte als erster Portugiese 1955 im FIFA-Team. Am 7. September 1958 beendete er seine erfolgreiche Karriere. Damit spielte er insgesamt 457-mal für Sporting Lissabon und erzielte 172 Tore.

## Erfolge
- 8× portugiesischer Meister mit Sporting Lissabon (1946/47, 1947/48, 1948/49, 1950/51, 1951/52, 1952/53 und 1953/54)
- 2× portugiesischer Pokalsieger mit Sporting Lissabon (1947/48 und 1953/54)